# Merizocera lincang
Merizocera lincang es una especie de araña araneomorfa del género Merizocera, familia Psilodercidae. Fue descrita científicamente por Li en 2020.
Habita en China. El holotipo femenino mide 1,58 mm.